# Olivier Mekulu Mvondo
Alain Olivier Noël Mekulu Mvondo, né le 24 décembre 1960 à Douala est un haut fonctionnaire camerounais. Il est le directeur de la CNPS depuis 2008,.

## Biographie

### Enfance, éducation et débuts
Olivier Mekulu Mvondo est né le 24 décembre 1960 à Douala. Il fait des études de droit public et de sciences politiques à l'université de Yaoundé. 
En 1982, il obtient une licence puis une maîtrise en 1983 et un DEA en 1984. Il entre à l'Ecole nationale d'administration et de magistrature (ENAM) en 1983 où il obtient le diplôme d'inspecteur principal du Trésor en 1985.  Il est major de la promotion à la sortie de la grande école en 1985.

### Carrière
Au début de sa carrière, Olivier Mekulu Mvondo occupe le poste de chargé de mission à la présidence de la République.  
En 2000, il est nommé directeur général adjoint chargé de l'administration et des ressources humaines à Hévécam.  
Le 7 avril 2008, il devient directeur de la CNPS par décret présidentiel. Il remplace à ce poste Louis Paul Motaze, promu ministre de l’Économie, du plan et de l'aménagement du territoire. 